# Crateroscelis robusta
Crateroscelis robusta е вид птица от семейство Pardalotidae.

## Разпространение
Видът е разпространен в Индонезия и Папуа Нова Гвинея.